# Elodia
Elodia è un concept album pubblicato dal gothic duo tedesco/finlandese Lacrimosa, nel 1999.
Rispetto all'album precedente, Stille (1997) il ruolo delle chitarre,  è divenuto sempre più marginale, mentre aumenta quello delle orchestrazioni classico-sinfoniche, eseguite in buona parte dalla London Symphony Orchestra.
L'album è concepito come un'opera suddivisa in tre parti ed è sul tema dell'amore. Sono tuttavia ancora presenti vari elementi gotici, e i temi della perdita e della morte sono predominanti nell'ultima parte del lavoro, che si conclude comunque con una solenne dichiarazione di speranza.

## Tracce
1. Am Ende der Stille – 8:08
2. Alleine zu zweit – 4:16
3. Halt mich – 4:00 – 5:00
4. Ich verlasse heut' dein Herz – 8:31
5. Dich zu töten fiel mir schwer – 8:00
6. Sanctus – 14:13
7. Am Ende stehen wir zwei – 5:47

## Formazione
- Tilo Wolff - voce
- Anne Nurmi - tastiere, voce